# Surabaya Johnny
"Surabaya Johnny" är en sång från 1929 skriven av Bertolt Brecht och Kurt Weill för musikalen Happy End. Sången bearbetades senare av Pugh Rogefeldt med svensk text av Anders Aleby. Den finns med på Rogefeldts debutalbum Ja, dä ä dä (1969). Surabaya är Indonesiens näst  största stad. 
Låten spelades in i Metronome Studios i juni 1969 med Anders Burman som producent. Medverkade gjorde Rogefeldt på gitarr och sång, Jojje Wadenius på gitarr och bas samt Janne "Loffe" Carlsson på trummor. Tekniker under inspelningen var Michael B. Tretow.
"Surabaya Johnny" spelades in 1985 av Imperiet på albumet Blå himlen blues samt på livealbumet 2:a augusti 1985. Eldkvarn tolkade 1989 låten på livealbumet Cirkus Broadway.
Låten har inkluderats på en rad samlingsalbum av Rogefeldt. Han spelade även in den i en ny version 2005, vilken gavs ut på albumet Opluggad Pugh.

## Medverkande 1969
- Anders Burman – producent
- Janne "Loffe" Carlsson – trummor
- Pugh Rogefeldt – gitarr, sång
- Michael B. Tretow – tekniker
- Jojje Wadenius – gitarr, bas

### Fotnoter
1. 1 2 3  ”"Surabaya Johnny"”. Svensk mediedatabas. http://smdb.kb.se/catalog/search?q=pugh+rogefeldt+vandrar+i+ett+regn&sort=OLDEST. Läst 20 januari 2013.
2. ↑  ”Ja, dä ä dä”. Discogs.com. http://www.discogs.com/Pugh-Rogefeldt-Ja-D%C3%A4-D%C3%A4/release/714454. Läst 20 januari 2013.